# بیاسونو
بیاسونو یک کومونه (معادل شهرستان در تقسیمات کشوری)، در استان مونتزا و بریانتزا در کشور ایتالیا است که در ۲۰ کیلومتری شهر میلان قرار دارد.

## خصوصیات
بیاسونو، ۴/۸ کیلومتر مربع مساحت دارد. این شهر طبق آمار سال ۲۰۲۴ میلادی ۱۲٬۳۴۳ نفر جمعیت دارد و ۱۹۱ متر بالاتر از سطحِ دریا است.

## نگارخانه

تصویری از شهر بیاسونو در سال 2024